# Karel Plicka
Karel Plicka est un photographe et réalisateur tchèque (14 octobre 1894 - 6 mai 1987).

## Biographie
Plicka s'est attaché à photographier des paysages, c'est pourquoi on le surnomme parfois le Ansel Adams de la Tchécoslovaquie.
Ses photographies urbaines montrent Prague sous un angle extraordinaire et inégalé. Son œuvre est une incarnation de motifs médiévaux, renaissance, baroque, néo-classique, empire, art nouveau et cubistes.

## Ouvrages
- Prague en photos (Praha ve fotografii), Czech Graphics Union, Prague, 1940
- Magnifique terre natale (Vlast Libezna), Prague, 1979
- Le Château de Prague (Prazsky Hrad), Orbis, Prague, 1962,
- Vltava, Orbis, Prague, 1965,
- Tchécoslovaquie (Ceskoslovensko), Orbis, Prague, 1974,
- Promenades dans Prague (Prochazky Prahou), Prague, 1976, avec Emanuel Poche,
- Slovaquie (Slovensko) Artia, Prague, 1959.

## Filmographie
- Za slovenským ľudom (1928)
- Po horách, po dolách (1929)
- Jaro na Podkarpatské Rusi (1929)
- Zem spieva (1933), Les chants de la Terre[1], primé à Venise
- Prezident republiky Dr. Beneš u nás (1935)
- Za Slovákmi od New Yorku po Mississippi (1936)
- Věčná píseň (1941)
- Praha barokní
- Chebsko (1943)
- Pán prezident na Slovensku (1945)
- Roľnícky deň vo Zvolene (1946)